# 에번 사인펠드
에반 사인펠드(Evan Seinfeld, 1967년 12월 29일 ~ )는 미국의 음악가이자 배우, 감독, 사진가이며 작가이다. 그는 또한 "Spyder Jonez"이라는 예명으로 여러 포르노 영화에 출연했다. 그는 사실 바이오해저드의 창립 멤버이자, 리드 보컬, 베이스 기타 연주자로 가장 잘 알려져 있다.